# 5610 Бальстер
5610 Бальстер (5610 Balster) — астероїд головного поясу, відкритий 16 жовтня 1977 року.
Тіссеранів параметр щодо Юпітера — 3,321.